# Герсдорф, Рудольф-Кристоф фон
Барон Ру́дольф-Кри́стоф фон Ге́рсдорф (нем. Rudolf-Christoph Freiherr von Gersdorff, 27 марта 1905[…], Любин, Нижнесилезское воеводство — 27 января 1980, Мюнхен) — активный участник немецкого движения Сопротивления и планов покушения на Гитлера, инициатор создания организации Йоханнитер-скорая-помощь.

## Факты личной жизни
Рудольф-Кристоф родился в 1905 году в силезском гарнизонном городе Любин. Он был вторым сыном ротмистра, позже ставшего генерал-майором, барона Эрнста фон Герсдорф (нем. Ernst von Gersdorff) (1864—1926) и его жены Кристины (нем. Christine) (1880—1944), урождённой графини и бургграфини знатного рода Дона.
Учился Рудольф-Кристоф в школе Любина до получения аттестата зрелости. Военная карьера Герсдорфа началась в 1923 году в кавалерийском полку, с 1933 года он — полковой адъютант в Бреслау. В рейхсвере он был офицером, в вермахте получил звание генерал-майора.
В 1934 году барон фон Герсдорф женился на Ренате Кракер (нем. Renata Kracker) (1913—1942) из Шварценфельда, наследнице силезской промышленной династии. В этом браке родилась дочь. После смерти Ренаты он женился вторично в 1953 году на Марии-Еве фон Вальденбург (нем. Marie-Eva Alexandra Brigitte Hertha von Waldenburg) (1925—1986), родословная которой восходит к Августу Прусскому. Детей у супругов не было.

## Участие во Второй мировой войне
В начале Польской кампании Герсдорф был третьим офицером генерального штаба 14-й армии, которую затем переименовали в 12-ю и переправили на запад для участия во Французской кампании.
При содействии своего двоюродного брата Фабиана фон Шлабрендорф Герсдорф был перемещён в группу армий «B», переименованную 22 июня 1941 года в группу армий «Центр», для участия в операции «Барбаросса».
В апреле 1943 года барон фон Герсдорф был в числе представителей Германии, обнаруживших массовые захоронения более 4000 польских офицеров, убитых подразделениями НКВД в
Катыни.

## Покушение на Гитлера
На 21 марта 1943 года в Берлине было намечено посещение Гитлером, Герингом, Гиммлером и Кейтелем выставки армейских трофеев в оружейном музее Цейхгауз (нем. Zeughaus, произносится «цойгхаус»), где отмечался день памяти погибших на войне.
Участники немецкого движения Сопротивления запланировали осуществить во время этого визита покушение на фюрера и его приближённых. Рудольф-Кристоф фон Герсдорф, будучи начальником разведки группы армий «Центр», должен был выступить в роли экскурсовода. По согласованию с генерал-майором Хеннингом фон Тресков Герсдорф решил пожертвовать собой, спрятав под одеждой две миниатюрные магнитные мины замедленного действия (британского производства), чтобы взорвать их в непосредственной близости от фюрера и его окружения. К этому времени барон фон Герсдорф овдовел и считал, что в этом мире ему уже нечего терять. Тем не менее он хотел быть уверен, что его самопожертвование имеет смысл.
Однако Гитлер со свитой пробыл на выставке гораздо меньше времени, чем ожидалось, и план осуществить не удалось.
Для готовившегося нового покушения на Гитлера, намеченного на 20 июля 1944 года, Герсдорф хранил взрывчатые вещества и детонаторы. Его сообщник, барон Вессель Фрейтаг фон Лорингофен после провала «заговора генералов» покончил жизнь самоубийством, не выдав Герсдорфа, который оказался одним из немногих переживших Гитлера.

## В послевоенной Германии
Избежав преследований гестапо, Герсдорф с 1945 по 1947 год находился в американском плену. В ходе расследования военных преступлений он выступал в качестве свидетеля. В 1946 году при рассмотрении Катынского дела в Нюрнберге суду были представлены показания генерал-майора Рудольфа-Кристофа фон Герсдорф.
В 1952 году по причине роста числа дорожно-транспортных происшествий и несчастных случаев барон Рудольф-Кристоф фон Герсдорф инициировал создание в Ганновере зарегистрированной некоммерческой организации (нем. Eingetragener Verein) Йоханнитер-скорая-помощь, правление которой он возглавлял в течение одиннадцати лет — до 1963 года.
В 1979 году были изданы воспоминания Герсдорфа, ставшие одним из важнейших источников сведений о военной оппозиции режиму Гитлера.
За неутомимую деятельность в 1979 году Герсдорф был награждён единственным федеральным орденом Германии.
В торжественной церемонии 25 ноября 1981 года бундесвер назвал именем барона фон Герсдорф отремонтированные бывшие бельгийские казармы в Ойскирхене. Кроме того, в его честь названы улицы в городах Дортмунд, Реклингхаузен, Марль, Фюрстенвальде, Эингене.

## Награды
- Железный крест (1939) 2-го класса (8 октября 1939)
- Железный крест (1939) 1-го класса (26 июня 1940)
- Медаль «За зимнюю кампанию на Востоке 1941/42» (28 июля 1942)
- Немецкий крест в серебре (25 октября 1943)
- Рыцарский крест Железного креста (26 августа 1944)
- Нагрудный знак «За ранение 20 июля 1944 г.» чёрный (28 августа 1944)
- Орден «За заслуги перед Федеративной Республикой Германия» (1979)